# Pressure
Pressure oder Pressure Buss Pipe, eigentlich Delyno Brown (* 5. August 1981 in St. Thomas auf den Virgin Islands) ist ein US-amerikanischer Reggae-Musiker.

## Leben
Pressure spielt verschiedene Instrumente und machte bereits in frühster Jugend Musik und spielte in verschiedenen Bands. Zu dieser Zeit vornehmlich in Jazz oder Schulbands. Später wurde seine Aufmerksamkeit stark durch Reggae beansprucht und er ließ sich durch andere Reggae-Musiker wie Capleton, Sizzla, Buju Banton oder Anthony B beeinflussen. Auch die starke Unterstützung aus seinem Freundeskreis beeinflusste stark seine Entscheidung selbst Reggae Songs zu schreiben und zu veröffentlichen. Nach einigen kleinen Auftritten in den USA und seiner Heimat veröffentlichte er als Teil der Band Star Lion Family im Jahr 2002 sein erstes Album From The Heart.
Hierauf folgten noch einige Veröffentlichungen mit der Band, bis er sich zu einer Solo-Karriere entschloss und 2005 sein erstes Solo-Album The Pressure Is On veröffentlichte. Nach einem mäßigen Erfolg des Albums wurde der Produzent Don Corleon, einer der erfolgreichsten jamaikanischen Produzenten, auf ihn aufmerksam und Pressure veröffentlichte zusammen mit ihm 2007 sein zweites Album Love and Affection. Ebenfalls zwei Jahre später veröffentlichte er sein drittes Album Coming Back For You. Seitdem erschienen vereinzelt Singles. Außerdem spielte er bereits auf großen europäischen Reggae Festivals wie dem Reggae Jam in Deutschland.
Am 25. Februar 2012 wurde Pressure unter ungeklärten Umständen im Haus seiner Eltern auf den Virgin Islands niedergeschossen, überlebte jedoch die Attacke.

## Diskografie
Solo-Alben
- 2005: The Pressure Is On
- 2007: Love And Affection
- 2009: Coming Back For You
- 2014: Africa Redemption

Singles
- 2011: What Ya Gonna Do
- 2012: Turn Me On
- 2012: All I Want